# Dicymolomia metalliferalis
Dicymolomia metalliferalis is een vlinder uit de familie van de grasmotten (Crambidae). De wetenschappelijke naam van de soort is voor het eerst gepubliceerd in 1873 door Alpheus Spring Packard.
De soort komt voor in het westen van de Verenigde Staten.